# Thorleif Lund
Thorleif Lund (7 de junio de 1880 – 30 de junio de 1956) fue un actor de teatro y cine de nacionalidad noruega, activo en la época del cine mudo.

## Biografía
Su nombre completo era Torleif Brinck Lund, y nació en Stavanger, Noruega, siendo sus padres Hans Geelmuyden Lund y Bertella Karen Lauritza Bertelsen
Thorlief Lund debutó como actor teatral en el Teatro nacional de Oslo en 1905. También actuó en el Centralteatret de esa ciudad, y después en el Den Nationale Scene de Bergen entre 1908 y 1913. En 1914 debutó en el cine trabajando para la compañía Scandinavian-Russian Handelshus en Copenhague, Dinamarca, donde rodó varias cintas antes de ser contratado en el mismo año por Nordisk Film, productora para la cual trabajó en los siguientes tres años actuando en unas 35 películas. En septiembre de 1917, la deteriorada situación económica producida por la Primera Guerra Mundial obligó a Nordisk Film a despedir a unos 50 actores, entre ellos Thorleif Lund.
Durante varios años, Lund y su esposa, la actriz Ebba Thomsen, viajaron en gira teatral por Noruega y Suecia con otros antiguos actores de Nordisk Film como Philip Bech, Alma Hinding y Birger von Cotta-Schønberg, aunque los resultados no fueron altamente satisfactorios. En 1923 rodó su última película, Republikanere, dirigida por Olaf Fønss para Astra Film. Tras retirarse del cine, trabajó como empresario, principalmente como asesor de la empresa Magasin du Nord. En sus últimos años dirigió una fábrica productora de guantes
Thorleif Lund se casó dos veces, la primera el 7 de octubre de 1908 con Janna Lange Kielland Holm, de la cual se divorció. Su segunda esposa fue la actriz danesa Ebba Thomsen, con la que se casó en 1915. Lund falleció el 30 de junio de 1956 en Copenhague, a los 76 años de edad, siendo enterrado en el Cementerio de Gentofte de ese municipio.

## Filmografía

### Actor
- 1913 : De Dødes Ø, de Vilhelm Glückstadt
- 1913 : Den sorte Bande
- 1914 : Guldhornene, de Kay van der Aa Kühle
- 1914 : En sjømandsbrud, de Vilhelm Glückstadt
- 1914 : Zigøineren Raphael
- 1915 : Mit Fædreland, min Kærlighed, de Robert Dinesen
- 1915 : En Skæbne, de Robert Dinesen
- 1915 : Om Kap med Døden, de Robert Dinesen
- 1915 : I farens stund, de Robert Dinesen
- 1915 : Kvinden han frelste, de Robert Dinesen
- 1915 : Det evige Had, de Hjalmar Davidsen
- 1916 : Verdens undergang, de August Blom
- 1916 : Rovedderkoppen, de August Blom
- 1916 : Naar Hjerterne kalder, de Hjalmar Davidsen
- 1916 : For sin Dreng, de Robert Dinesen y Alexander Christian
- 1916 : Kornspekulantens Forbrydelse, de Robert Dinesen
- 1916 : Giftpilen, de August Blom
- 1916 : Blandt Samfundets Fjender, de Robert Dinesen
- 1916 : Sønnen, de August Blom
- 1917 : Maharadjahens Yndlingshustru I, de Robert Dinesen
- 1917 : Fjeldgodsets hemmelighet, de Eduard Schnedler-Sørensen
- 1917 : Den mystiske selskapsdame, de August Blom
- 1917 : Synd skal sones, de Alexander Christian
- 1917 : Naar Hjertet sælges, de Martinius Nielsen
- 1917 : Med døden om bord, de Hjalmar Davidsen
- 1917 : Krigens Fjende, de Holger-Madsen
- 1917 : Pengenes Magt, de Hjalmar Davidsen
- 1917 : Favoriten, de Robert Dinesen
- 1917 : Brændte vinger, de Emanuel Gregers
- 1918 : Sfinxens Hemmelighed, de Robert Dinesen
- 1918 : Den grønne Bille, de Martinius Nielsen
- 1918 : Blomsterpigens Hævn, de Hjalmar Davidsen
- 1918 : Lykketyven, de Martinius Nielsen
- 1918 : Dykkerklokkens Hemmelighed, de George Schnéevoigt
- 1918 : Premiere, de Robert Dinesen
- 1918 : Lykkens Budbringer, de Alexander Christian
- 1918 : For sit Lands Ære, de August Blom
- 1918 : En fare for samfundet, de Robert Dinesen
- 1919 : Solskinsbørnene, de A.W. Sandberg
- 1919 : Stakkels Karin, de Hjalmar Davidsen
- 1923 : Republikaneren, de Martinius Nielsen

### Director
- 1918 : Magasinets Datter, junto a August Blom